# Merkaourê Sobekhotep
Merkaourê Sobekhotep VII est un roi de la XIIIe dynastie.

## Attestations
Il est mentionné sur le papyrus de Turin (position 7.8) qui le crédite 2 ans, un nombre inconnu de mois et 3 ou 4 jours de règne, ainsi que dans la liste de Karnak à la position 42.
Il est également connu sceau scarabée d'origine inconnue et par deux statues dédiées à Amon provenant de Karnak et maintenant au Musée égyptien du Caire pour l'une et au Musée du Louvre pour l'autre. Ces statues représentent le roi avec ses fils Bebi et Sobekhotep, tous les deux portant les titres Fils du Roi et Officiel de la cour.